# Japoneuria jouklii
Japoneuria jouklii és una espècie d'insecte plecòpter pertanyent a la família dels pèrlids que es troba al Japó: Honshu.